# Główny Urząd Rasy i Osadnictwa SS
Główny Urząd Rasy i Osadnictwa SS (niem. Rasse- und Siedlungshauptamt, RuSHA) – jeden z trzech najstarszych głównych urzędów SS. Funkcjonował pod nazwą RuSHA od 30 stycznia 1935 r., choć jego początki sięgają 1931 roku. Miał za zadanie realizację koncepcji Heinricha Himmlera dotyczących „hodowli rasy germańskiej” i zdobywania dla niej „przestrzeni życiowej” (Lebensraum). Przedmiotem działalności były kwestie czystości rasowej wśród esesmanów, kandydatów do SS oraz członków ich rodzin, ich pochodzenia (rodowodu, genealogii), sprawy małżeństwa i rodziny oraz osadnictwo niemieckie na podbitych terenach.

## Zadania urzędu
Do zadań urzędu należało przeprowadzanie badań rasowych oraz ocena wartości rasowej ludności populacji podbitych terytoriów w związku z niemiecką polityką germanizacyjną realizowaną na terenach okupowanych przez III Rzeszę. Badania te związane były z pozwoleniem na małżeństwo i obejmowały zdrowie fizyczne i psychiczne kandydatek na żony i ich rodzin oraz cechy rasowe, aby upewnić się co do „nordyckości” kandydatek. Były to zasady eugeniki, której hołdował Himmler. Zarówno esesmani, jak i ich przyszłe żony, musieli dostarczyć dane genealogiczne dla udokumentowania czystości swego pochodzenia aż do piątego pokolenia wstecz. W praktyce bywało, że badano drzewo genealogiczne jeszcze dokładniej. W 1943 roku trzem braciom, członkom SS, którzy starali się o pozwolenie na zawarcie małżeństwa, dowiedziono, iż mają wśród przodków Żyda urodzonego w 1663 roku. Wobec zmienionych realiów wojennych, zgodzono się warunkowo na zawarcie przez nich małżeństw, z zastrzeżeniem, że ich dzieci nie będą mogły zostać przyjęte do SS.

### Komórki RuSHA przed 1940 r.
- Organisation und Verwaltungsamt (organizacja i administracja)
- Rassenamt (urząd ds. rasy)
- Schulungsamt (urząd ds. szkolenia)
- Sippen- und Heiratsamt (urząd ds. więzi rodowych esesmanów i kandydatów do SS)
- Siedlingsamt (urząd ds. osadnictwa)
- Amt für Archiv und Zeitungswesen (urząd ds. archiwaliów i prasy)
- Amt für Bevölkerungspolitik (urząd ds. polityki ludnościowej)

### Komórki RuSHA założone w Polsce
- W 1940 roku założono oddział RuSHA w Łodzi przy ul. Spornej 73 – (niem. Aussenstelle Litzmannstadt)
- Na terenie Polski przedstawiciele RuSHA działali także przy wyższych dowódcach SS i policji niemieckiej

### Kierownicy RuSHA
- SS-Gruppenführer Richard Walther Darré (1931 – 1938)
- SS-Brigadeführer Günther Pancke (1 IX 1939 – 9 VII 1940)
- SS-Gruppenführer Otto Hofmann (9 VII 1940 – 20 IV 1943)
- SS-Obergruppenführer Richard Hildebrandt (20 IV 1943 – 25 XII 1943)
- SS-Gruppenführer Dr. Harald Turner (25 XII 1943 – ? 1944)
- SS-Obergruppenführer Richard Hildebrandt (? 1944 – 31 VII 1944)
- SS-Standartenführer Albert Uhlih (31 VII 1944 – ? 1944)
- SS-Obergruppenführer Richard Hildebrandt (? 1944 – ? 1945)